# Brezis–Gallouets olikhet
Inom matematiken är Brezis–Gallouets olikhet, uppkallad efter Haïm Brezis och Thierry Gallouet, en olikhet som är användbar inom partiella differentialekvationer. Olikheten säger följande:
Låt {\displaystyle u\in H^{2}(\Omega )} där {\displaystyle \Omega \subset \mathbb {R} ^{2}}.  Då säger Brézis–Gallouets olikhet att det finns en konstant {\displaystyle C} så att
{\displaystyle \displaystyle \|u\|_{L^{\infty }(\Omega )}\leq C\|u\|_{H^{1}(\Omega )}\left(1+\log {\frac {\|\Delta u\|}{\lambda _{1}\|u\|_{H^{1}(\Omega )}}}\right)^{1/2}}
där {\displaystyle \Delta } är  Laplaceoperatorn och  {\displaystyle \lambda _{1}} des första egenvärde.